# Alfonso García Alonso
Alfonso García Alonso (Baracaldo, Vizcaya, 12 de marzo de 1964) es un político español miembro del Partido Socialista de Euskadi-Euskadiko Ezkerra (PSE-EE). Ha ejercido de alcalde de Baracaldo entre 2013 y 2015.

## Biografía
Alfonso García Alonso nació el 12 de marzo de 1964 en el municipio vizcaíno de Baracaldo. En 1987 se licenció en Geografía e Historia por la Universidad del País Vasco (UPV-EHU) y en 1989 se diplomó en Graduado Social por la Universidad de Oviedo. Ha cursado también estudios de Derecho por la UPV/EHU y de Ciencias Políticas por la Universidad Nacional de Educación a Distancia (UNED). Es además Técnico Superior en Prevención de Riesgos Laborales.

## Trayectoria política

#### Concejal
En las elecciones municipales de 1995 entró por primera vez en el Ayuntamiento de Baracaldo en las listas del Partido Socialista de Euskadi-Euskadiko Ezkerra. Durante el mandato del alcalde Carlos Pera, ejerció entre 1995 y 1999 de presidente del Taller Usoa Lantegia, empresa perteneciente al consistorio con el objetivo de proporcionar oportunidades laborales y permitir la integración social a personas con discapacidad. Posteriormente, entre 1999 y 2003, fue concejal-delegado del Área de Cultura, Educación, Euskera y Deportes.
Con Tontxu Rodríguez como nuevo alcalde en 2003, Alfonso García Alonso fue entre 2003 y 2004 concejal-delegado del Área de Régimen Urbanístico, Medio Ambiente, Sanidad y Consumo; y entre 2004 y 2013 del Área de Infraestructuras Municipales. Además, también desempeñó las funciones de tercer teniente de alcalde entre 2004 y 2007, y de segundo teniente de alcalde y portavoz del Grupo Municipal Socialista entre 2007 y 2013.

#### Alcalde
Habiendo sido designado Tontxu Rodríguez senador, el PSE-EE designó a Alfonso García Alonso para sustituirlo. El 8 de julio de 2013, en un pleno extraordinario, García Alonso fue elegido nuevo alcalde del municipio. Sin embargo, la alcaldable del Partido Popular, Amaya Fernández, también se presentó, pero solamente obtuvo el apoyo de sus cinco concejales frente a los ocho socialistas. Los seis concejales del PNV y los cuatro de Bildu se abstuvieron.
Durante su mandato destacó el acuerdo con la villa de Bilbao para construir dos puentes sobre el río Cadagua que unirían los dos municipios por Burceña y Zorroza. Las conexiones serían mediante carretera, red de tranvía, un paseo y un carril de bicis.
En las elecciones municipales de 2015, tanto el Partido Socialista como el Partido Nacionalista Vasco obtuvieron ocho escaños cada uno. Sin embargo la lista jeltzale superó por 52 votos a la socialista y Amaia del Campo se convirtió en la nueva alcaldesa de Baracaldo. Después de un mes como portavoz en la oposición, dejó su acta de concejal.

#### Otras funciones
Tras su salida del ayuntamiento ha ido ocupando diversos cargos en la administración pública  como el de director general de Empleo en el Departamento de Empleo, Inserción Social e Igualdad de la Diputación Foral de Vizcaya, director de Comercio en el Departamento de Turismo, Comercio y Consumo del Gobierno Vasco y asesor en relaciones con el Parlamento en el Departamento de Trabajo y Empleo del gobierno autonómico.